# Ankhesenamun
Ankhesenamun (n. Ankhesenpaaten, cca. 1348 – 1324 BC), al cărei nume înseamnă "Ea care trăiește pentru Amon", a fost cea de-a treia din cele șase fete ale faraonului egiptean Akhenaten și a reginei consoarte Nefertiti. Se presupune că s-a născut în cel de-al 4-lea an al domniei lui Akhenaten. Se crede că până la vârsta de 12 ani s-au născut și cele 3 surori mai mici ale sale.
Se pare că a fost căsătorită de două ori până să devină soția lui Tutankhamon. Din prima căsătorie, cea cu tatăl ei Akhenaten, s-a născut o fetiță, prințesa Ankhesenpaaten Tasherit. După moartea tatălui ei, a devenit pentru scurt timp soția fratelui ei, Smenkhkare. Abia după moartea acestuia a devenit soția lui Tutankhamon.

## Cultura populară
- Personajul Ankh-es-en-amon în filmul The Mummy din 1932 a fost numit după Ankhesenamun.
- Personajul Prințesa Ananka în filmul The Mummy din 1959 a fost bazat pe Ankhesenamun.[2]
- Filmul din 1999 The Mummy, sequel-ul său The Mummy Returns, și spin-off-ul animat The Mummy (serial) de asemenea au un personaj numit Anck-Su-Namun, numit după Ankhesenamun.